# ITF Women's Circuit Turku
L'ITF Women's Circuit Turku è un torneo professionistico di tennis giocato sul sintetico indoor, che fa parte dell'ITF Women's Circuit. Si giocò annualmente a Turku in Finlandia.

## Albo d'oro

### Singolare
| Anno        | Campione         | Finalista   | Punteggio     |
| ----------- | ---------------- | ----------- | ------------- |
| 1996        | Maria Wolfbrandt | Sofia Finér | 4-6, 6-2, 6-1 |
| ↑ ITF 10K ↑ |                  |             |               |

### Doppio
| Anno        | Campioni                          | Finalisti                    | Punteggio |
| ----------- | --------------------------------- | ---------------------------- | --------- |
| 1996        | Karin Ptaszek Anna-Karin Svensson | Annica Lindstedt Sofia Finér | 6–2, 6–4  |
| ↑ ITF 10K ↑ |                                   |                              |           |